# Alwine de Vos van Steenwijk

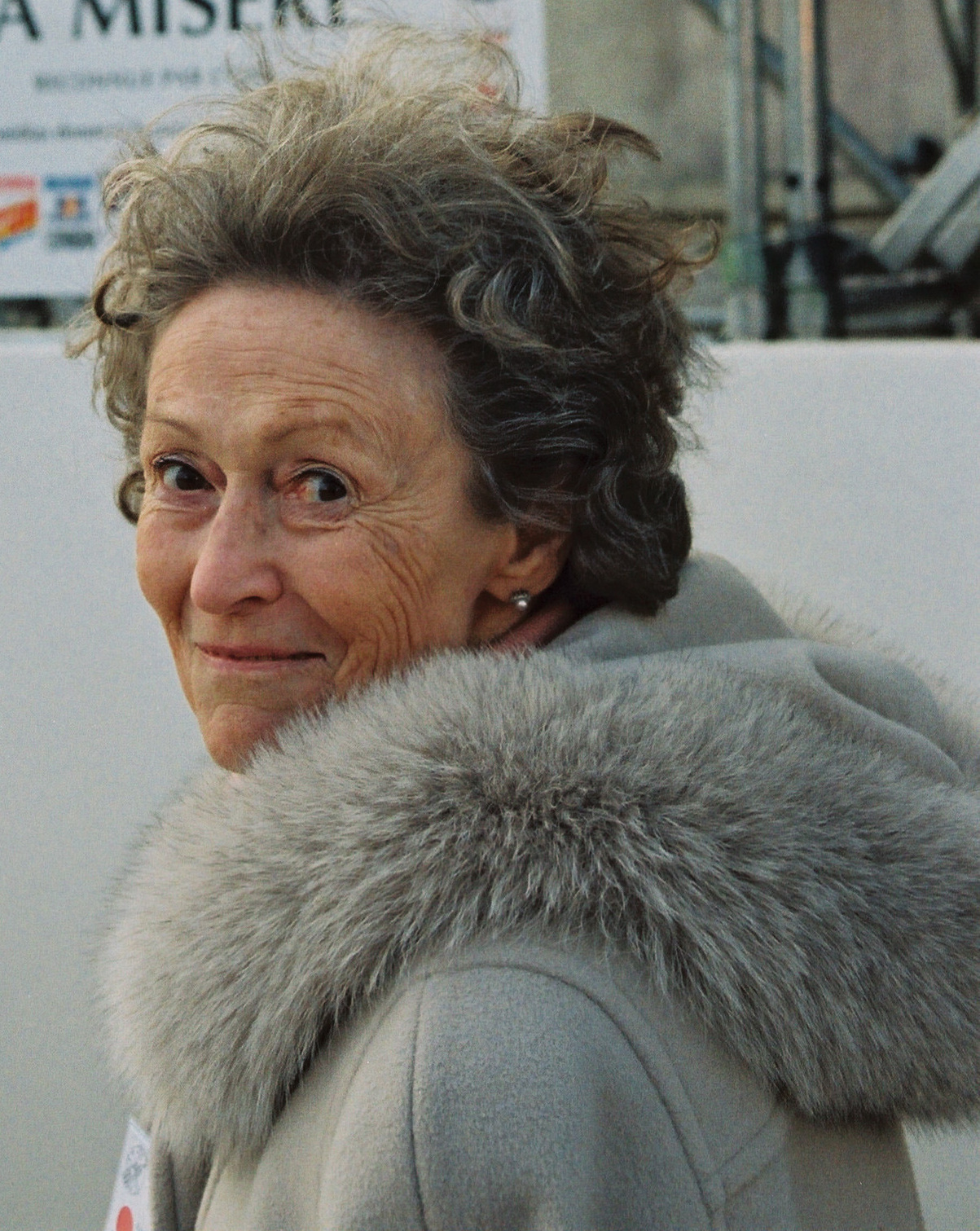
Alwine de Vos van Steenwijk (1993)

Alwine Antoinette barones de Vos van Steenwijk (Noordwijk aan Zee, 22 juni 1921 - Wijhe, 24 januari 2012) was een Nederlands diplomate en voorzitter van de internationale beweging ATD Vierde Wereld.

## Leven en werk
De Vos van Steenwijk was een dochter van mr. J.A.G. baron de Vos van Steenwijk en een kleindochter van de  Eerste Kamervoorzitter Willem Lodewijk de Vos van Steenwijk. Zij was de eerste Nederlandse vrouwelijke ambassade-attaché. Haar standplaatsen waren Bonn, Washington en Parijs. In Parijs kwam zij in 1960 in contact met de 'vierdewereldbeweging', een door de Franse priester Joseph Wresinski opgerichte beweging tegen armoede en uitsluiting in de wereld.  Na diens overlijden zou zij zijn werk als armoedebestrijder voortzetten als presidente van ATD Vierde Wereld. De Vos van Steenwijk slaagde erin om op internationaal vlak aandacht te krijgen voor de armoedeproblematiek. Mede door haar inspanningen werd 17 oktober door de Verenigde Naties erkend als Internationale dag voor de uitroeiing van armoede. Ook stimuleerde ze wetenschappelijk onderzoek naar de oorzaken van armoede. De Vos van Steenwijk is de stichtster van de Joseph Wresinski Cultuur Stichting, die onder andere tot doel heeft armen zelf actief deel te laten nemen aan culturele producties over het verschijnsel armoede.
Haar werk ten behoeve van de allerarmsten leverde haar de bijnaam op 'barones van de armen'. In 1999 werd ze onder deze titel geïnterviewd door de Humanistische Omroep. Van 1971 tot  1980 was zij voorzitter van ATD Vierde Wereld Nederland en van 1974 tot 2002 was zij ook voorzitter van de Internationale Beweging ATD Vierde Wereld. De Vos van Steenwijk overleed in januari 2012 op negentigjarige leeftijd in haar woning op het familielandgoed in Wijhe. Zij was Officier in de Orde van Oranje-Nassau, ridder in de Franse Orde van het Legioen van Eer en drager van de Albert Schweitzermedaille, die zij in 1990 ontving.